# Orito
Orito è un comune della Colombia facente parte del dipartimento di Putumayo.
L'abitato venne fondato da Hernán Pérez de Quesada nel 1542, mentre l'istituzione del comune è del 1º luglio 1979.